# Jacques-Louis Touzé
Pour les articles homonymes, voir Touzé.
Jacques-Louis-François Touzé (Paris, 1747 - Paris, 4 octobre 1806), dit aussi Jean Touzé, est un peintre français du XVIIIe siècle.
Élève de l'Académie royale de peinture et de sculpture, il est protégé par Vien et intègre finalement l'Académie de Saint-Luc. Il reçoit plusieurs commandes de peintures religieuses : il réalise un Saint Louis pour l'église Saint-Jacques de Compiègne (1769, détruit), et il peint pour le chœur de Saint-Louis-de-la-Couture à Paris deux toiles représentant Saint Louis agenouillé devant la couronne d'épines et Sainte Catherine d'Alexandrie (1785, Paris, église Saint-Thomas d'Aquin). Il est également employé aux côtés de Durameau, aux décors de l'Opéra royal du château de Versailles : il participe au décor du plafond de la salle de spectacle, et réalise deux dessus-de-porte pour le boudoir du roi, L'Amour des Arts et Flore (1769, in situ). En 1786, il travaille aux côtés de Michel-Hubert Bourgeois aux ornements peints des murs du « cabinet des jeux » de Marie-Antoinette à Fontainebleau.